# 洋北街道
洋北街道，原为洋北镇，是中华人民共和国江苏省宿迁市宿城区下辖的一个乡镇级行政单位。
2021年3月2日，撤镇设街道。

## 行政区划
洋北街道下辖以下地区：
槐树社区、罗庄村、老庄村、下口村、涧南村、七里村、张庄村、船行村、蔡河村和友爱村。